# Letoa patulella
Letoa patulella är en fjärilsart som beskrevs av Walker 1866. Letoa patulella ingår i släktet Letoa och familjen mott. Inga underarter finns listade i Catalogue of Life.